# زاستاونا
شهر زاستاونا (به روسی: Заставна) در استان چرنیوتسی در کشور اوکراین واقع شده‌است. جمعیت این شهر ۷,۸۰۷ نفر (۲۰۲۱ تخمینی) است.

## نگارخانه

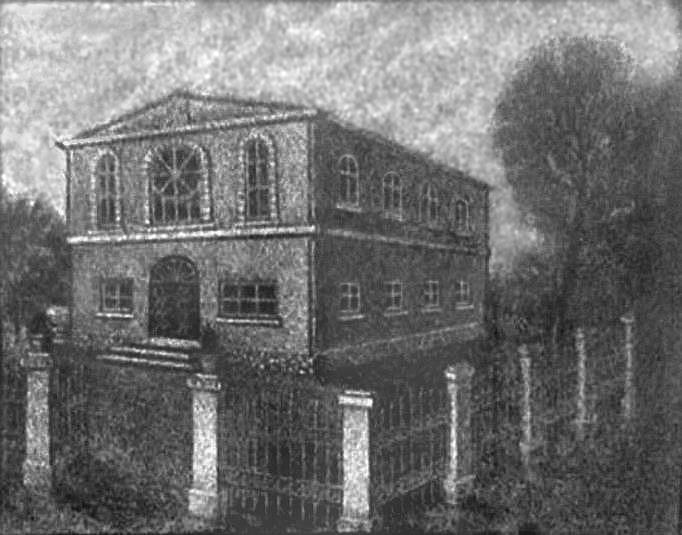